# Constantius van Lyon
Constantius van Lyon (ca. 420-430; † c. 494) was een redenaar, dichter en priester in de 5e eeuw. 
Hoewel het bekend is dat hij afkomstig was uit een adellijke familie, is er over zijn leven maar weinig bekend. Zelfs zijn verjaardag is niet bekend. Toch is het zeker dat hij al oud en zwak was, toen hij in 480 zijn onderzoekingen begon voor  zijn werk, de Vita Sancti Germani. Vandaar dat het aannemelijk is dat hij is geboren ergens tussen 420-430. Ook is onduidelijk of hij ook werd geboren in Lyon. Alleen een kennismaking met Patience, de toenmalige bisschop van Lyon, is aangetoond. 
In Lyon, of in een andere stad in de buurt, begon hij zijn werk: de hagiografie over Germanus van Auxerre. Zijn boek was afgerond voor het jaar 494 en beschrijft het leven van de bisschop in Gallië in de tweede helft van de 5de Eeuw. Dit boek bevat echter geen jaartallen, amper plaatsnamen of informatie over andere bijzonderheden of persoonlijke gegevens. 